# William D. Veeder
William Davis Veeder (ur. 19 maja 1835 w Guilderland, zm. 2 grudnia 1910 w Brooklynie) – amerykański polityk, członek Partii Demokratycznej.

## Działalność polityczna
W okresie od 4 marca 1877 do 3 marca 1879 przez jedną kadencję był przedstawicielem 2. okręgu wyborczego w stanie Nowy Jork w Izbie Reprezentantów Stanów Zjednoczonych.